# Oretana
Oretana cordillera del grupo meridional que separa las cuencas de Tajo y Guadiana: se desprende de la Celtibérica al oeste de Cuenca; forma unas mesas de imperceptible declive entre la Mancha y tierra de Huete sigue por aquella y la mesa de Ocaña, los Montes de Toledo, las sierras de Guadalupe, Montánchez,  San Pedro y San Mamed y se adentra en Portugal.